# Fundação Alfredo da Matta

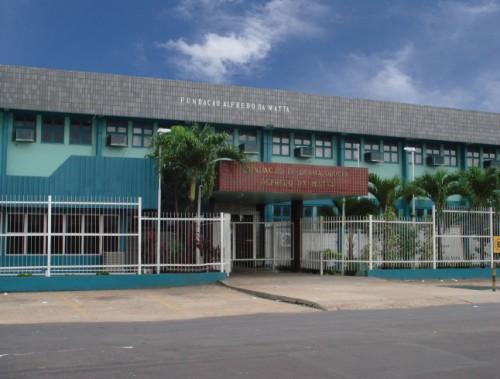
Fachada da Fundação.

## Histórico
A História da Fundação de Dermatologia Tropical e Venereologia “Alfredo da Matta” está relacionada com a chegada  e evolução da Hanseníase na nossa região e em particular no Estado do Amazonas.
Pesquisas datadas no período de 1800 a 1994, apontam a preocupação em registrar pacientes portadores da Hanseníase e buscam meios para amenizar a doença. Médicos da época e a Inspetoria de Higiene, dirigida pelo Dr. Alfredo da Matta tomaram várias medidas saneadoras, dentre as quais a criação de vários locais que segregavam os hansenianos. A resistência em entregar os doentes pelas famílias eram muitas, mas a Inspetoria colocou em prática o Código de Postura que os obrigava a se apresentarem e punia os parentes com multas e até prisão.
O local que identificava oficialmente os pacientes portadores de Hanseníase era a Casa Amarela, localizada na Cachoeirinha, bairro em que as estatísticas apontava com maior número de casos. Depois de identificados  eram remetidos para a Colônia Antonio Aleixo.
Foi assim que começou a história da Fundação Alfredo da Matta. Na Casa Amarela trabalhavam renomados médicos e técnicos e a equipe contava com a ajuda das Irmãs Franciscanas de Maria.
Em 28 de agosto de 1955 a Casa Amarela é transformada em Dispensário Alfredo da Matta. Os trabalhos da Instituição tiveram um marco importante na década de 70, quando iniciados estudos para a desativação da Colônia Antonio Aleixo.
Em fevereiro de 1975, o Serviço de Profilaxia da Lepra no Estado do Amazonas passou a ser de responsabilidade do Ministério da Saúde / Serviço Nacional da Lepra. Foi firmado um convênio de cooperação entre o Governo do Estado e o Ministério da Saúde com objetivo de desenvolver novas metas discutidas.
De 1970 a 1980, as transformações foram expressivas no Dispensário Alfredo da Matta. Algumas ações podem ser destacadas, como: a transferência do material médico do Hospital Colônia Antônio Aleixo para o Dispensário, remoção do material de recuperação e prevenção de deformidades em Hanseníase para o Dispensário e Hospital Adriano Jorge; busca ativas de pacientes; uso de veículos de comunicação para esclarecer a população sobre a Hanseníase, realização sistemática de exames dermatológicos; articulação do Dispensário com Instituições: Fundação SESP, Sudhevea, Secretarias  Municipais de Saúde, Prelazias e Unais.
O Decreto 6.808 de 24 de novembro de 1982, assinado pelo Dr. Tancredo Castro Soares – Secretário de Estado da Saúde,altera a denominação do Dispensário para Centro de Dermatologia Tropical e Venereologia Alfredo da Matta. Em novembro de 1985 o Centro passa a ser Centro de Referência da Região Amazônica. A proposta de transformação começa a ser elaborada a partir da Reunião Nacional de Avaliação e Controle da Hanseníase no Brasil, realizada em Brasília/ Distrito Federal. Como propostas: 
a) Integração das atividades em Dermatologia Sanitária das Instituições a serem desenvolvidas; 
b) Capacitação de recursos humanos; 
c) Desenvolvimento de pesquisas em nível técnico; 
d) Desenvolvimento de pesquisas em nível operacional; 
e) Supervisão e acompanhamento.
A Lei Estadual 1.881 de 21 de dezembro de 1988, cria o Instituto de Dermatologia Tropical e Venereologia Alfredo da Matta, sob forma de Autarquia. O Instituto foi criado com a finalidade de prestar atendimento, a nível de Centro de Referência para Doenças Dermatológicas e Sexualmente Transmissíveis, bem como, desenvolver atividades técnico – científicas no campo da pesquisa, ensino, treinamento e extensão. Baseado nos trabalhos relevantes da Instituição, o Ministério da Saúde, através da Portaria n.º 861, de 07 de agosto de 1992, reconheceu o então Instituto de Dermatologia Tropical e Venereologia “Alfredo da Matta”, como “Centro de Referência Nacional” para o Programa Nacional de Controle e Eliminação da Hanseníase e Outras Dermatoses de interesse sanitário.
Em março de 1996, o Instituto Alfredo da Matta passa a funcionar nas novas instalações, situada à Av. Codajás, 24 – Cachoeirinha. 
A Lei Estadual 2.528 de 30 de dezembro de 1998, reestrutura a Administração do Poder Executivo, extingue órgãos e entidades e dá outras providências. Neste contexto o Instituto Alfredo da Matta passa a funcionar como Fundação de Dermatologia Tropical e Venereologia “Alfredo da Matta”. A Fundação desde 18 de maio de 2007  é regida pela Lei Delegada 107, que  estabelece a nova Estrutura Organizacional da Fundação.

### As atividades de DST no Alfredo da Matta
O início das atividades de assistência em Doenças Sexualmente Transmissíveis no Instituto, coincidiu com a ampliação da assistência para outras dermatoses que não a Hanseníase, com a finalidade de reduzir o estigma que sempre houve em relação a doença. Em 1979  atendia-se predominantemente os casos que a demanda oferecia. No decorrer do tempo foi incluído o atendimento em Urologia. Em 1981, as ações de controle estavam vinculadas ao Programa Estadual de Dermatologia Sanitária. Pelo aumento constante da demanda, o Setor de DST, inicia a realização de cursos e palestras para profissionais da rede municipal, estadual e Universidade do Amazonas.
A partir de 1986, em decorrência da expansão da Epidemia de HIV no país, o Programa Nacional de Dermatologia Sanitária decide pelo fortalecimento do componente DST/Aids. Assim foi criado o Programa Nacional de DST/Aids, que de imediato credencia o Instituto Alfredo da Matta como Centro de Referência e Treinamento para toda Região Norte. A equipe atendia a demanda e, paralelamente, desenvolvia o Plano de Capacitação de Recursos Humanos de toda a Região Norte. A atuação dos profissionais ao longo do tempo e a integração interinstitucional vem ocorrendo até os dias atuais.
Em junho de 1955, o IDTVAM é credenciado como Centro de Referência para a América Latina, nos campos de ensino, pesquisa e ações de controle da Hanseníase.

## Missão
Prestar assistência à população e desenvolver atividades de ensino, pesquisa e extensão, como Centro de Referência nas áreas de Hanseníase, Dermatologia e Doenças Sexualmente Transmissíveis/HIV.

## Compromisso da atual gestão
A Fundação Alfredo da Matta tem como finalidade a prestação de assistência à saúde, a realização de pesquisas e a contribuição para a formação de recursos humanos nas áreas de Dermatologia Tropical e das Doenças Sexualmente Transmissíveis.
A atual administração da Fundação tem como ponto norteador a Lei Delegada 107 de 18 de maio de 2007, que definiu sua estrutura organizacional. As unidades integrantes têm suas competências sem prejuízos de outras ações e atividades previstas no seu Regimento Interno. São Unidades integrantes: Conselho Consultivo, Comitê de Ética em Pesquisa, Gabinete, Assessoria, Diretoria Administrativo – Financeira e Diretoria Técnica.
Iniciada em 2007, a atual Direção em dois anos de trabalho, tem colocado em prática sua plataforma de trabalho, inserida nos novos preceitos da Gestão Pública, visando uma gestão participativa, de valorização de servidores, de gestão baseada em processos e informações, inovações, agilidade e transparência.

## Estrutura Institucional

### Diretoria Administrativo – Financeira
Composta de dois Departamentos: Planejamento, Orçamento e Finanças e de Administração.
A Diretoria Administrativo – Financeira tem como finalidade, dirigir, supervisionar, coordenar e executar no âmbito da Fundação, as atividades pertinentes a pessoal, material, patrimônio, orçamento, contabilidade, finanças, informática e serviços gerais, em consonância com as diretrizes emanadas dos respectivos órgãos centrais do Poder Executivo.
- Departamento de Planejamento, Orçamento e Finanças.

Missão: Atuar como órgão de planejamento, execução, controle e avaliação da aplicação dos recursos consolidando as informações setoriais, com a finalidade de subsidiar a elaboração do plano e orçamento anual de acordo com as normas legais, contribuindo para o atingimento da missão da Fundação Alfredo da Matta como Centro de Referência.
- Departamento de Administração.

Missão: Planejar, executar e avaliar as atividades inerentes, garantindo, com a maior resolutividade possível, as obrigações de forma a evitar desabastecimentos e interrupções nos serviços básicos da Fundação.

### Diretoria Técnica
A Diretoria Técnica tem como competência a supervisão, coordenação e avaliação de todos os serviços técnicos do estabelecimento a ela subordinados hierarquicamente, com vistas a assegurar condições dignas de trabalho e meios dispensáveis à prática médica, para o melhor desempenho do corpo clínico e demais profissionais de saúde, em benefício da população usuária da Instituição e garantia do pleno e autônomo funcionamento da Comissão de Ética Médica e Revisão de Prontuários.
- Departamento de Controle de Doenças e Epidemiologia.

Missão: Contribuir com os municípios para o alcance da meta de eliminação da hanseníase enquanto problema de saúde pública do Estado do amazonas e prover dados e informações sobre a distribuição e tendência da hanseníase, doenças sexualmente transmissíveis e outras dermatoses de interesse da Fundação Alfredo da Matta.
- Departamento de Ensino e Pesquisa.

Missão: Apoiar a pesquisa na Fundação “Alfredo da Matta”, fortalecendo a cooperação técnico-científica com outras instituições afins, divulgando atividades e oportunidades de fomento à pesquisa, além de coordenar a residência médica em dermatologia e implementar capacitação e estágios.
- Departamento Ambulatorial e Diagnóstico.

Missão: Programar, coordenar e assegurar a integridade das ações multiprofissionais, com melhoria do monitoramento e da aplicabilidade dos serviços de saúde, valorizando a excelência técnica dentro de um padrão de qualidade, bem como contribuir nas atividades de ensino, pesquisa e extensão.

### Assessoria de Humanização e Ouvidoria
Missão: Buscar a Qualidade e Humanização dos serviços de saúde, manter um canal de comunicação direto entre os servidores, os usuários e a direção e oferecer qualidade de vida aos servidores.